# NTTル・パルク
NTTル・パルク（登記上の商号: 株式会社エヌ・ティ・ティ・ル・パルク）は、NTT東日本の完全子会社。コインパーキングや月極駐車場といった駐車場の開発と運営業務を行っているNTTグループの企業である。

## 概要

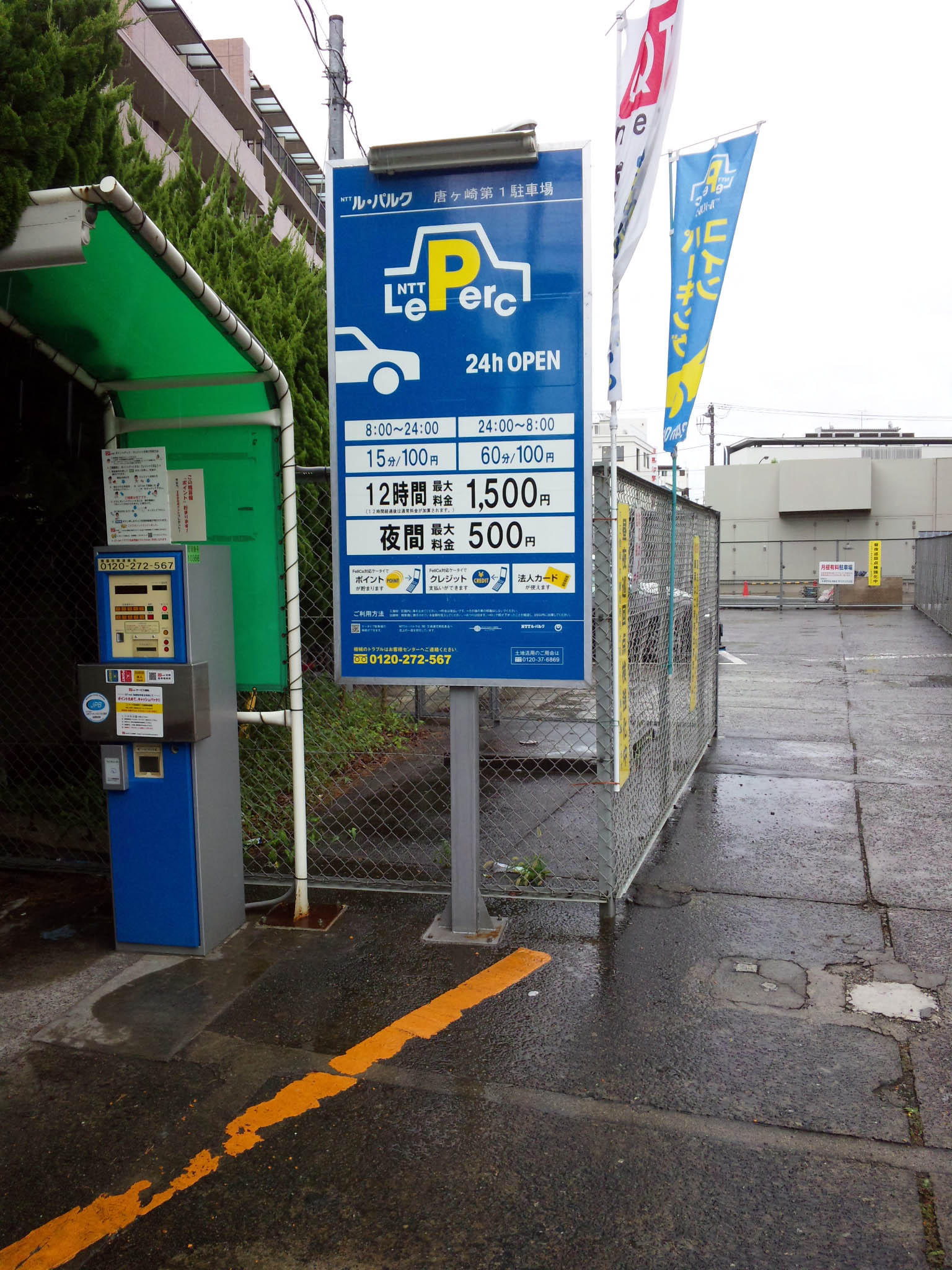
NTTルパルクが運営するコインパーキングおサイフケータイ、ポイント対応型

複数の業務を行っているが、中心的な事業は、遊休地である場所を一定期間借り上げ、コインパーキングや月極駐車場を提供している。または駐車場システムをオーナーに提供する場合もある。
NTTグループということもあり、駐車場のIT化を積極的にすすめ、近年ではFeliCa携帯電話クレジット決済（おサイフケータイ）対応の駐車場やアルコール検知機能付駐車場システムなどの導入が進んでいる。
コインパーキング業界では売り上げ高は14位となる。2009年度末時点の駐車場数は246拠点、2289車室となる。

## 沿革
- 1985年 - 株式会社ル・パルクを設立
- 1996年 - 時間貸し駐車場（コインパーキング）を開始
- 2003年 - ネットワークカメラ対応駐車場開設
- 2005年
  - 社名を株式会社エヌ・ティ・ティ・ル・パルクに変更
  - おサイフケータイ対応駐車場開設
- 2010年 - 電気自動車用急速充電装置の設置を開始
- 2013年 - 本社をNTT上野ビルに移転
- 2014年 - 月極駐車場管理システム（PAS2014）の導入
- 2014年 - NTTドコモ代々木ビルに大型駐車場をオープン
- 2016年 - 九州エリアにコインパーキングをオープン（長崎県長崎市）
- 2017年 - NTTファイナンスとの営業提携
- 2017年 - NTT東日本伊豆病院のコインパーキング・月極をオープン
- 2017年 - 北海道エリアにコインパーキングをオープン（北海道札幌市）
- 2017年 - NTTドコモのdポイントをコインパーキングに導入
- 2017年 - 日本橋二丁目第1タワー式駐車場のコインパーキングをオープン
- 2017年 - NTTドコモのスマートパーキングシステム駐車場をオープン
- 2018年 - NTTドコモのdカーシェアとの提携
- 2019年 - 車中泊をトリガーとした地域観光活性化の取り組みを開始
- 2020年 - カーシェアステーション川崎北ビルオープン

## その他
- 過去に女子プロ将棋戦であるNTTル・パルク杯天河戦のメイン共催をしていた。
- Jリーグチームである大宮アルディージャのクラブスポンサーになっている。
- 2011年7月からは、AMラジオ局ニッポン放送のラジオ時報CMを流している[注 1]。